# Sourgou
Sourgou là một tổng của tỉnh Boulkiemdé ở miền trung Burkina Faso. Dân số năm 2005 là 13.878 người. Thủ phủ của tổng này là thị xã Sourgou.

## Các thị xã và các làng
• Thị xã Sourgou • Guirgo • Kougsin • Lâ • Ouoro • Rogho